# Presa de Proserpina
La presa de Proserpina, d'origen romà, està situada a 4 km del centre urbà de Mèrida, província de Badajoz, a la comunitat autònoma d'Extremadura (Espanya) i forma un petit embassament en el rierol de Las Pardillas, a través del riu Aljucén.

## Història

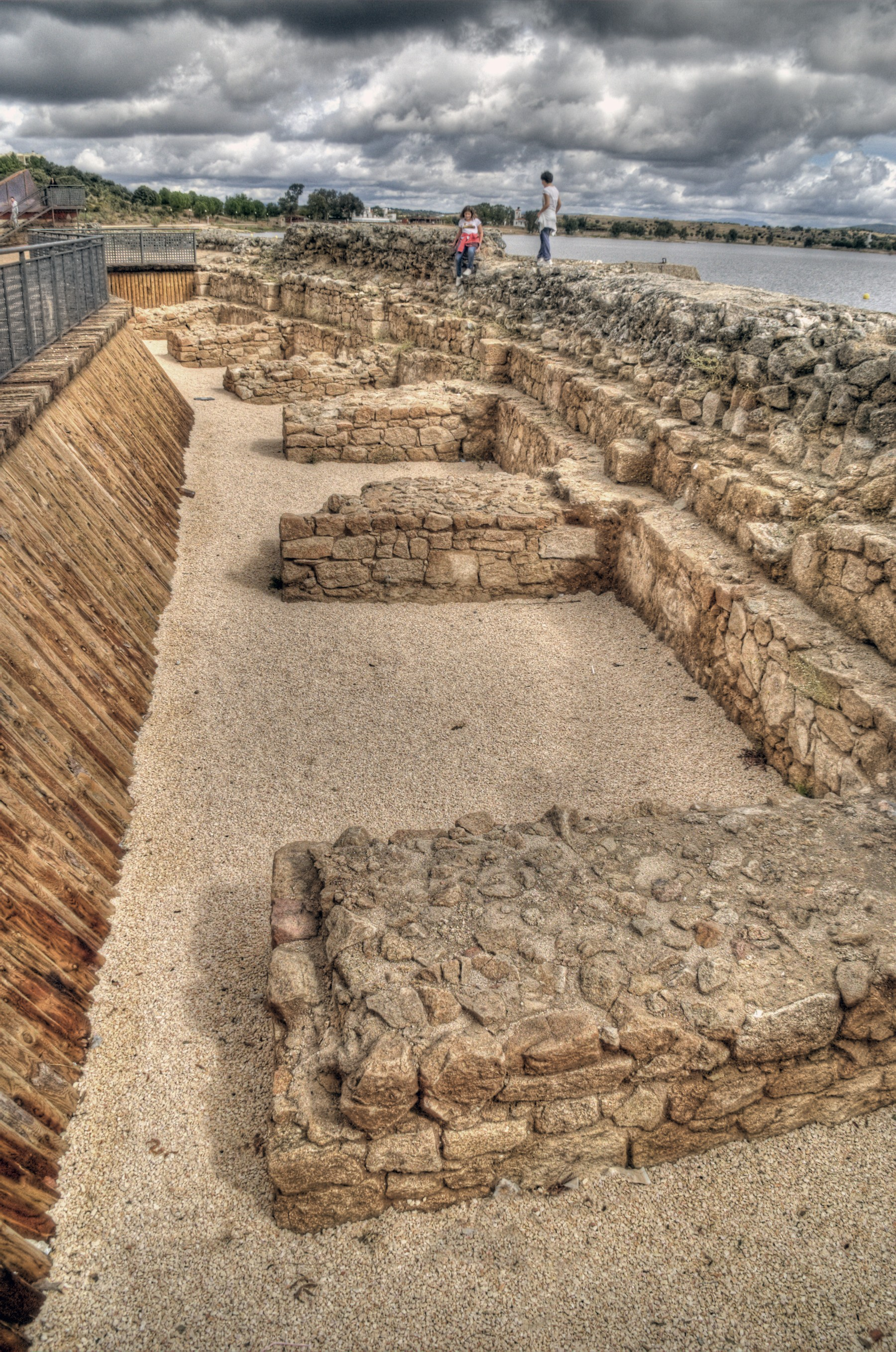
Embassament de Proserpina.

El bon estat de l'embassament va ser a causa que, després de la caiguda de l'Imperi Romà, va canviar la seva funció de proveïment d'Augusta Emèrita (mitjançant l'aqüeducte de Los Milagros) per altres finalitats, per la qual cosa es va continuar cuidant i modificant
Cal destacar que és l'embassament artificial de l'època romana més gran conegut al món mediterrani. La presa compta amb 425 metres de longitud i 21 metres de profunditat, i té cabal amb una capacitat de prop de 4 hm³.
L'embassament de Proserpina, així com el d'embassament de Cornalvo, formen part de la denominació Conjunt arqueològic de Mèrida, que va ser declarat Patrimoni de la Humanitat en 1993 per la UNESCO, amb el nombre d'identificació 664-014.

## Localitats
Dues barriades emeritenses comparteixen l'embassament de Proserpina (Colònia de Proserpina i Cambra d'Albuera), quedant separades per la presa romana.
Malgrat estar tan juntes, i a 4 km del centre de la ciutat, existeixen moltes diferències entre les dues barriades (en gran part per disposar la Colònia de Proserpina d'associació de veïns, i la Cambra d'Albuera no. Mentre que els carrers de la primera estan asfaltades, s'han solucionat els problemes de l'estesa elèctrica i les canonades, i està comunicada amb la ciutat a través d'una línia d'autobús (excepte en l'època estival, quan la localitat triplica la seva població), la segona demana que l'ajuntament de Mèrida d'aquests problemes, encara sense solucionar-se.

## Edificis i serveis

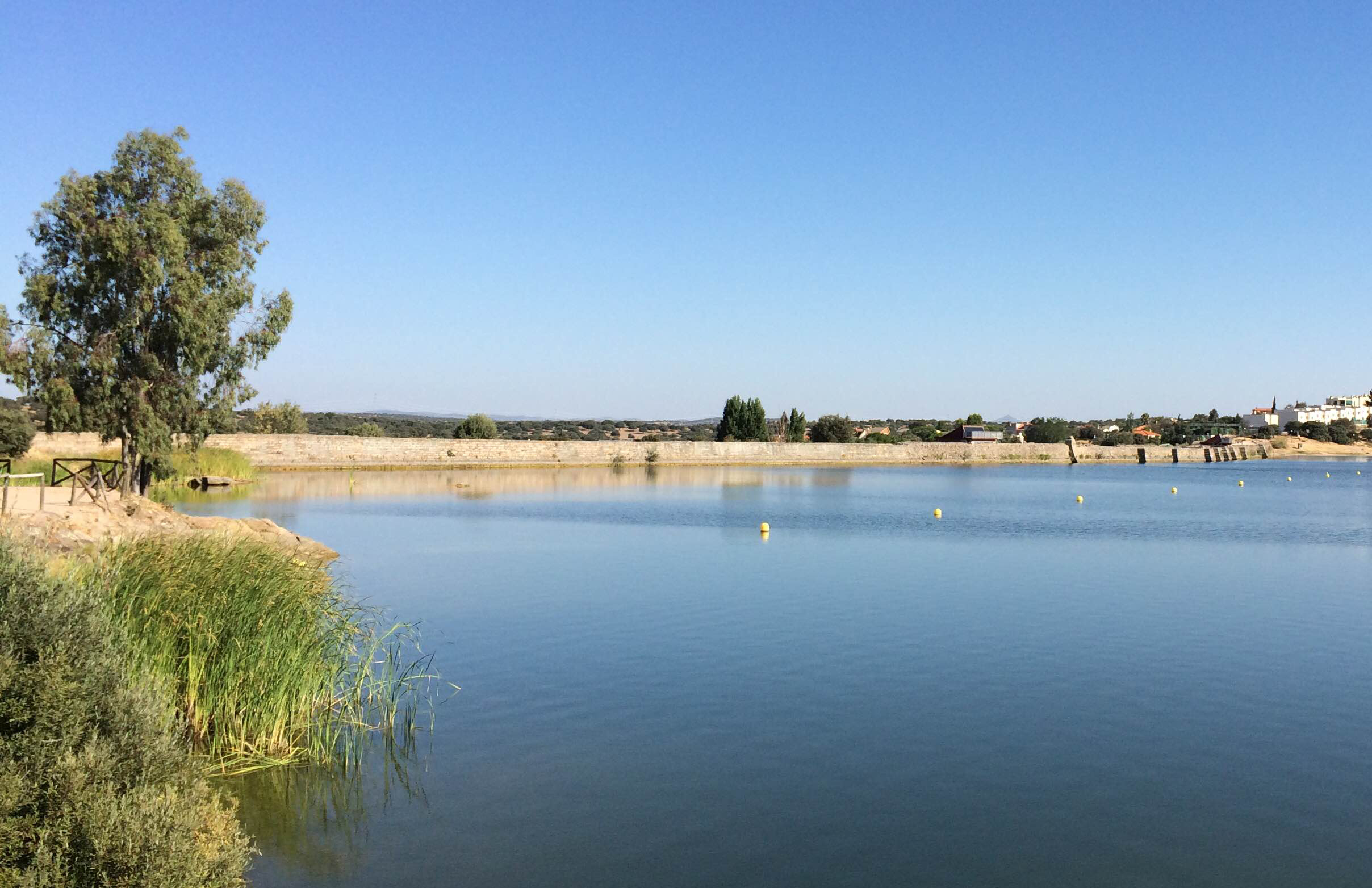
Embassament de Proserpina.

- Museu de l'Aigua: Situat junta a la zona de bars, part de major afluència de gent (per ser un lloc perfecte per al bany), és un edifici modern utilitzat per explicar com es proveïa a la ciutat romana.
- Edifici de la Creu Roja.
- Església de Proserpina.
- Club de camp Tiro de Pichón.
- Càmping Proserpina.